# Untergrombach
Untergrombach ist ein Stadtteil von Bruchsal im Landkreis Karlsruhe.

## Geographische Lage
Das 960 Hektar große Stadtteilgebiet von Untergrombach liegt am Rande des Kraichgaus und der Oberrheinischen Tiefebene am Ufer des Grombachs. 15 Kilometer südwestlich befindet sich Karlsruhe. Durch den Ort führt die Bundesstraße 3, auf der die Bertha Benz Memorial Route verläuft. Die Nachbarorte sind:
| Büchenau   |                                             | Bruchsal     |
| Staffort   | Kompassrose, die auf Nachbargemeinden zeigt |              |
| Weingarten |                                             | Obergrombach |

Zwischen Untergrombach und dem südlich gelegenen Weingarten liegt das Naturschutzgebiet Ungeheuerklamm, in Richtung der nördlich gelegenen Kernstadt von Bruchsal die Naturschutzgebiete Kaiserberg sowie Michaelsberg und Habichtsbuckel.
Nördlich des Ortes befindet sich ein Baggersee.

## Geschichte
Die Besiedelung des heutigen Gebiets von Untergrombach geht mindestens in die Jungsteinzeit (spätes 5. und 4. Jahrtausend v. Chr.) zurück: Auf dem Michaelsberg wurden 1884 Spuren der Michelsberger Kultur gefunden. Der Ort wurde erstmals 789 urkundlich erwähnt. Von 1346 stammt die erste urkundliche Erwähnung einer Kapelle auf dem Michaelsberg, die heutige Michaelskapelle wurde 1742 bis 1744 erbaut. 1470 wurde der deutsche Bauernführer Joß Fritz in Untergrombach geboren, der die Bundschuh-Bewegung anführte, die für Aufstände gegen Unterdrückung und Leibeigenschaft sorgte. An ihn erinnert der Joß-Fritz-Brunnen in der Ortsmitte. 1843 wurde der Ort mit dem Haltepunkt Untergrombach an der Rheintalbahn an das Eisenbahnnetz angeschlossen. 1907 wurde der Fußballverein FC Germania Untergrombach gegründet. Untergrombach entwickelte sich vom Bauerndorf zur Arbeiterwohngemeinde bis hin zur Eingemeindung nach Bruchsal am 1. Juli 1971. Zum 1. Januar 1973 wurde aufgrund der Kreisreform der Landkreis Bruchsal aufgelöst, dem Untergrombach bis zuletzt angehörte. Seit 1989 besteht eine Partnerschaft mit Sainte-Marie-aux-Mines im Elsass. 2021 war Untergrombach der bevölkerungsreichste Stadtteil Bruchsals.
Bevölkerungsentwicklung
| Jahr      | 1939 | 1950 | 1961 | 1965 | 2005 | 2010 | 2015 | 2016 | 2017 | 2018 |
| --------- | ---- | ---- | ---- | ---- | ---- | ---- | ---- | ---- | ---- | ---- |
| Einwohner | 3029 | 3728 | 4141 | 4425 | 6017 | 5902 | 6025 | 6096 | 6087 | 6139 |

## Politik

### Ortschaftsrat
Gemäß der baden-württembergischen Gemeindeordnung wurde in Untergrombach ein Ortschaftsrat eingerichtet, der aus 12 Personen besteht.

### Wappen
Die Blasonierung des Wappens lautet: „In Blau eine silberne Traube mit zwei silbernen Blättern, darüber eine von zwei goldenen Sternen begleitete goldene Krone.“

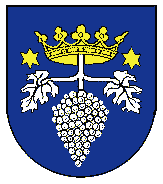
Wappen
Blick vom Michaelsberg auf Untergrombach, rechts der Baggersee
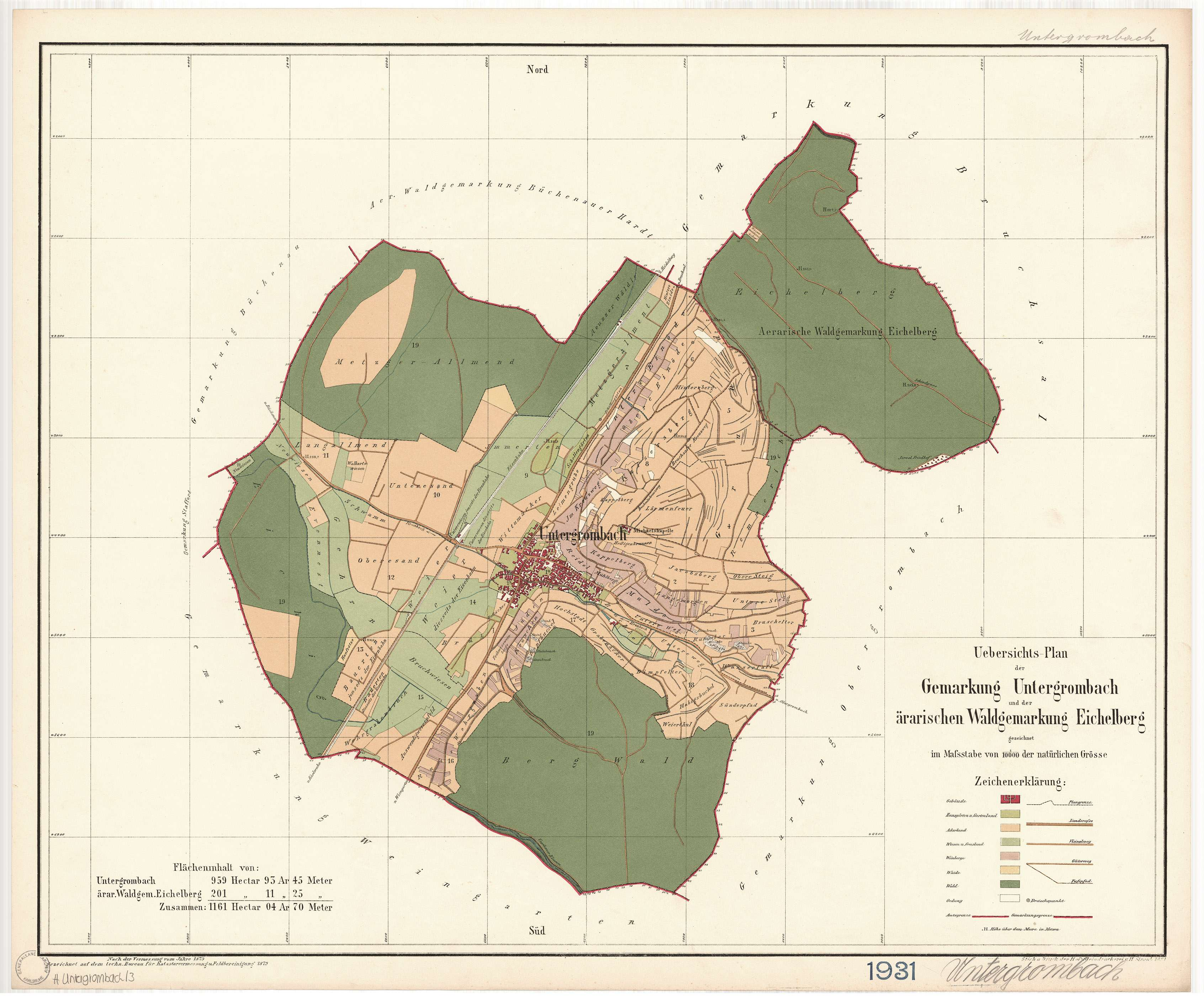
Karte der Gemarkung, gedruckt 1881

## Bauwerke
- Michaelskapelle auf dem Michaelsberg
- Synagoge Untergrombach, 1933 zerstört und mittlerweile mit einem Wohnhaus überbaut[15]
- Katholische Pfarrkirche, benannt nach Cosmas und Damian[16]
- Obergrombacher Straße 32, denkmalgeschütztes Firstsäulenständerhaus mit Fachwerk aus dem 15. Jahrhundert, seit 1988 Heimatmuseum[17]

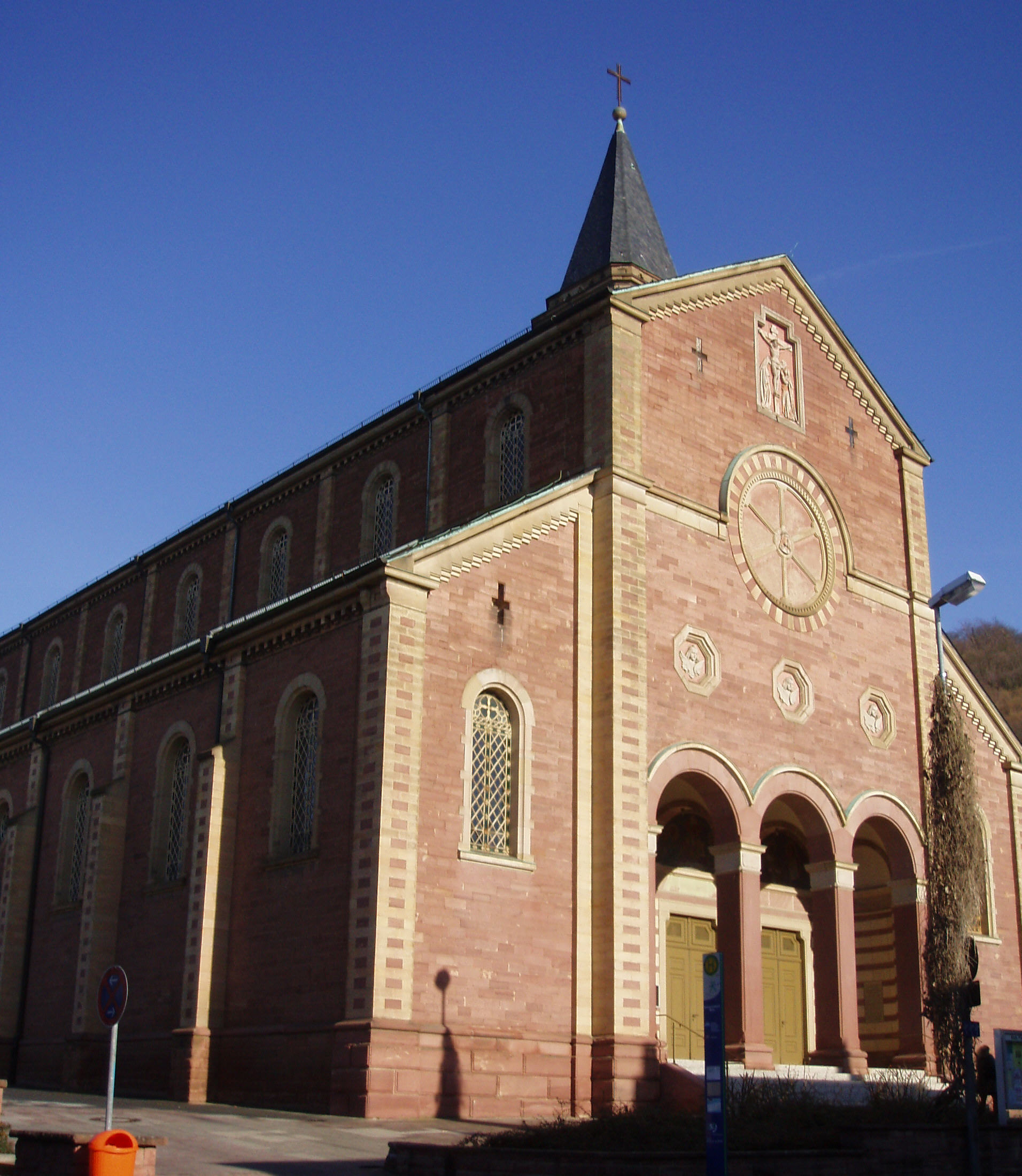
Cosmas-und-Damian-Kirche
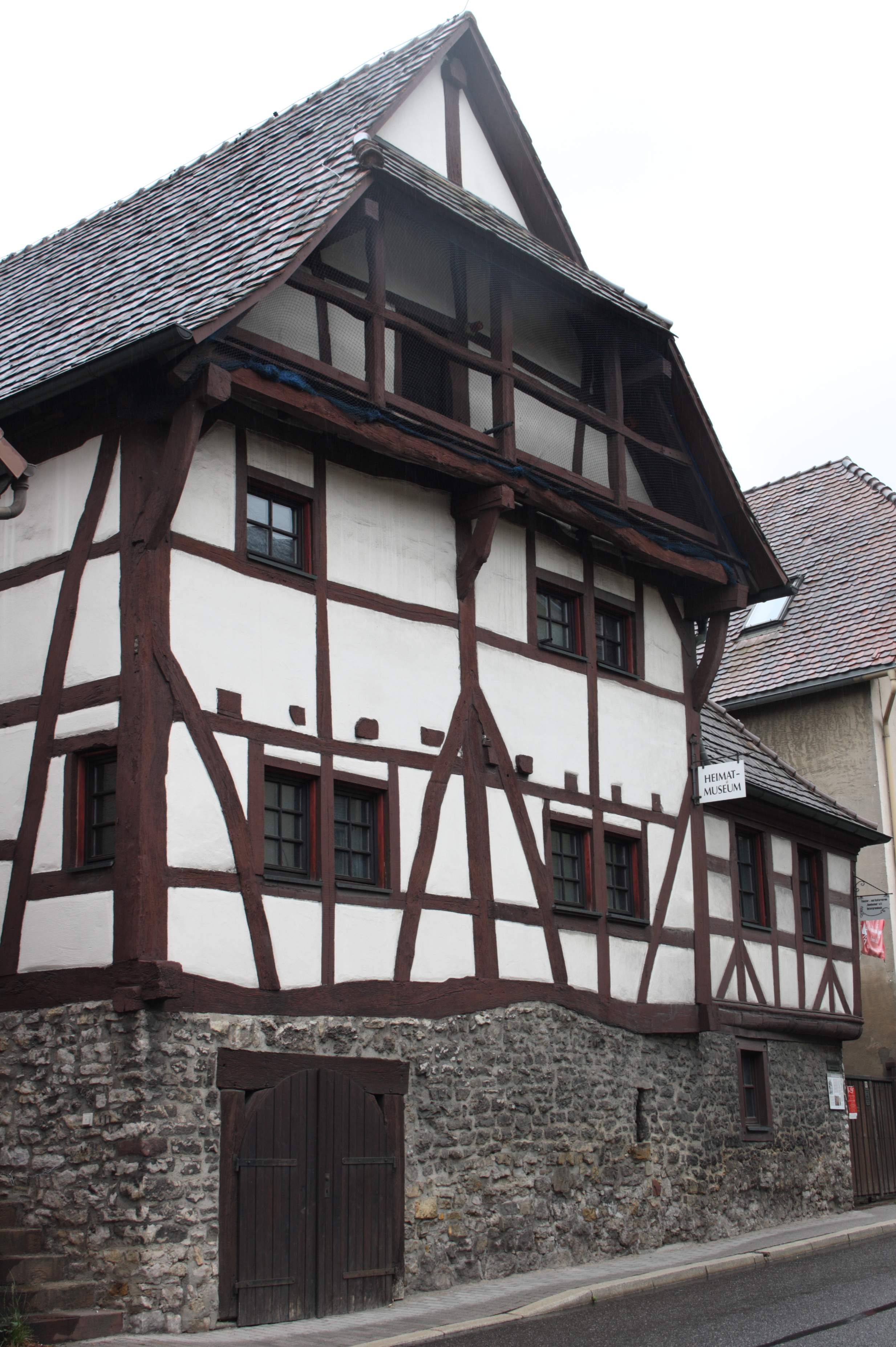
Firstständerhaus mit Heimatmuseum
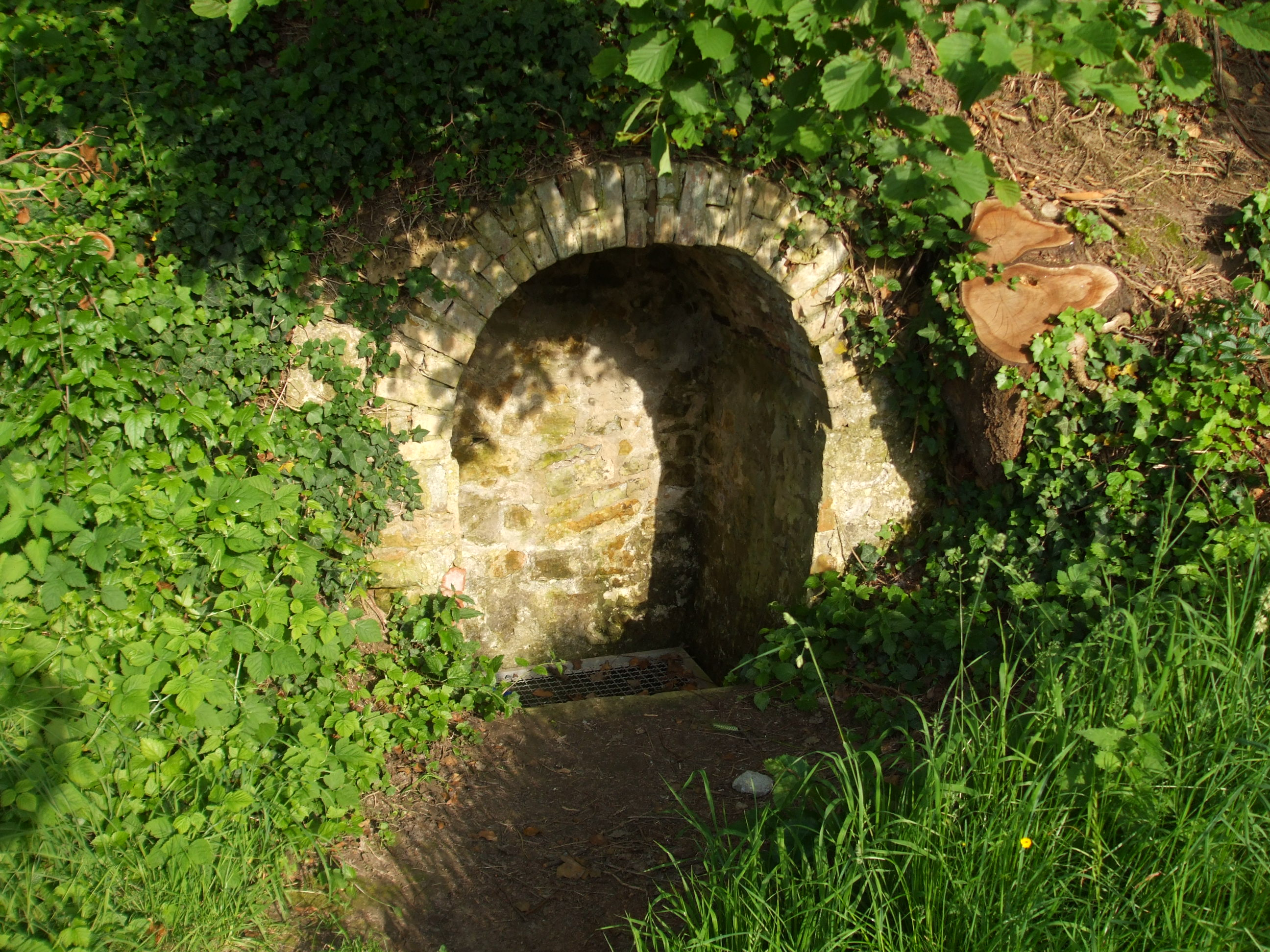
Kindlesbrunnen am Michaelsberg
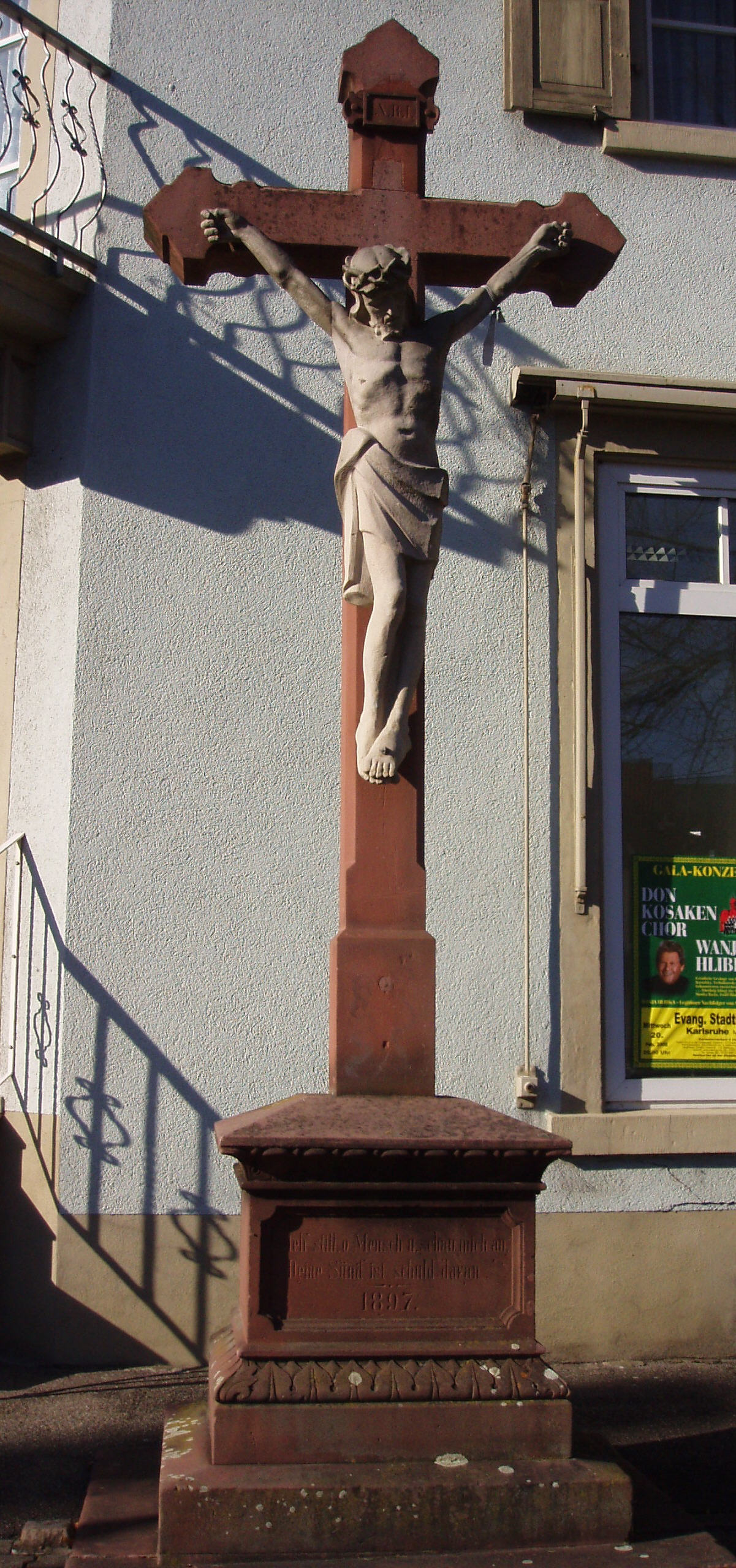
Torkreuz von 1897

## Persönlichkeiten

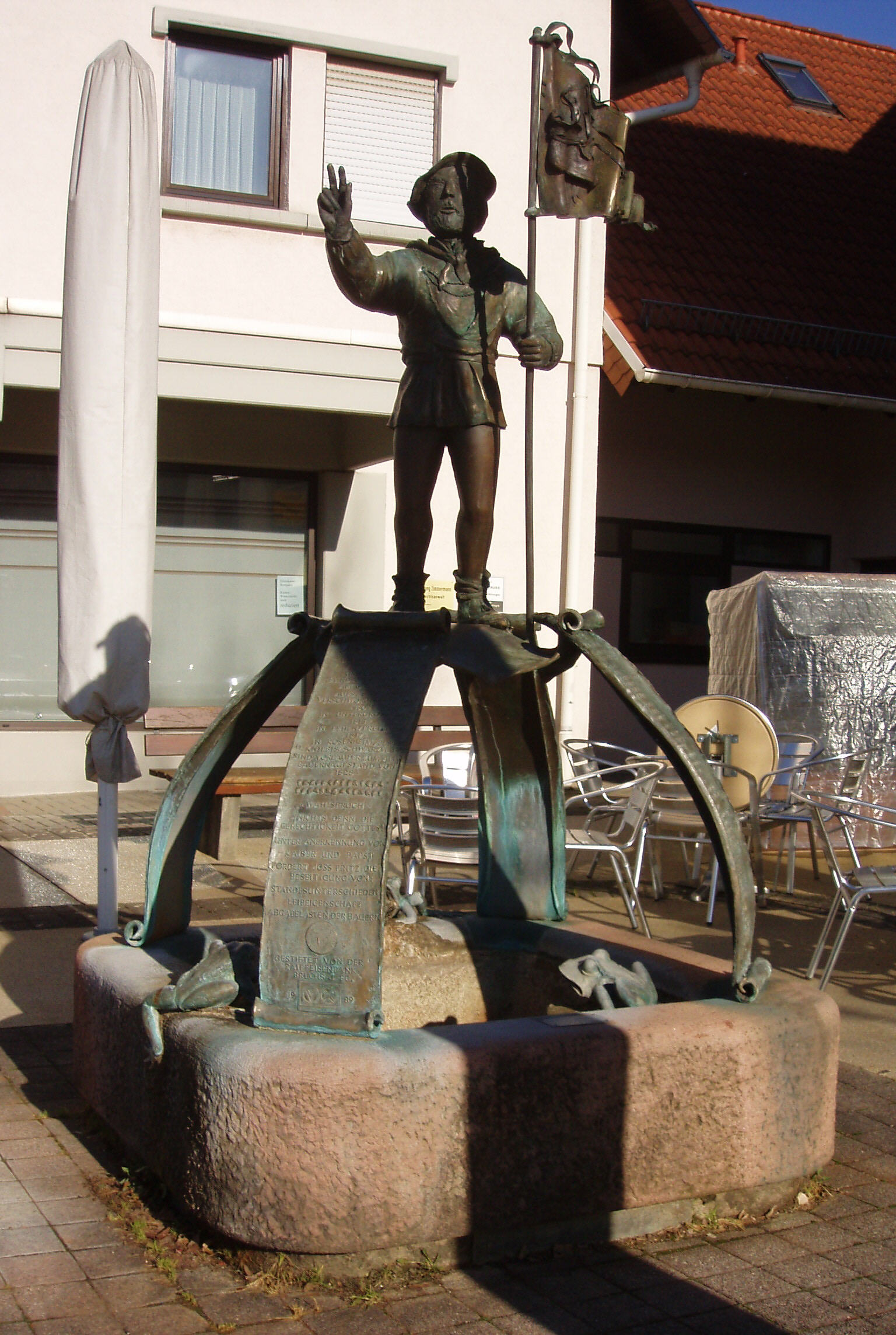
Joß-Fritz-Brunnen

- Joß Fritz (um 1470–1525), Bauernführer
- Siegfried Kühn (1895–1972), deutscher Jurist und Politiker (CDU), seit 1952 einziger Ehrenbürger[18]
- Wilhelm Glaser (Erfinder) (1899–1968), Elektriker und Erfinder der Ortsrufanlagen
- Gerhard A. Glaser (1936–2016), Elektromeister, Tiefbauunternehmer und Flugzeugfabrikant
- Franz Alt (* 1938), Journalist
- Thomas Adam (* 1967), Historiker, Kulturamtsleiter und Museumsleiter